# Tetropina
Tetropina is een geslacht van steenvliegen uit de familie borstelsteenvliegen (Perlidae). De wetenschappelijke naam van het geslacht is voor het eerst geldig gepubliceerd in 1909 door Klapálek.

## Soorten
Tetropina omvat de volgende soorten:
- Tetropina fulgescens (Enderlein, 1909)
- Tetropina kraepelini (Klapálek, 1921)